# Mary Ellen Clark
Mary Ellen Clark (Estados Unidos, 25 de diciembre de 1962) es una clavadista o saltadora de trampolín estadounidense especializada en plataforma de 10 metros, donde consiguió ser medallista de bronce olímpica en 1996.

## Carrera deportiva
En los Juegos Olímpicos de Barcelona 1992 ganó el bronce en los saltos desde la plataforma, y cuatro años después, en los Juegos Olímpicos de 1996 celebrados en Atlanta (Estados Unidos) volvió a ganar la medalla de bronce en los saltos desde la plataforma de 10 metros, tras la china Fu Mingxia y la alemana.